# Linda Olofsson
Pour les articles homonymes, voir Olofsson (patronyme).
Linda Olofsson, née le 29 août 1972 à Piteå, est une ancienne nageuse suédoise.

## Biographie
Elle remporte son plus important titre lors des Championnats d'Europe de natation 1995 en devenant championne du 50 m nage libre.